# Holotrichia tenasserima
Holotrichia tenasserima är en skalbaggsart som beskrevs av Brenske 1896. Holotrichia tenasserima ingår i släktet Holotrichia och familjen Melolonthidae. Inga underarter finns listade i Catalogue of Life.